# Ягн, Николай Иванович
Николай Иванович Ягн (5 (17) января 1821 — 26 марта (7 апреля) 1892) — российский политик, сенатор; тайный советник.

## Биография
Родился 5 (17) января 1821 года в Сердобске и по окончании обучения в Московском университете поступил в 1844 году на службу в Сердобский уездный суд.
В 1846 году он был определён в Первый департамент Правительствующего Сената. Здесь он прошёл должности помощника младшего и старшего секретаря, должность секретаря и не раз исполнял обязанности обер-секретаря.
В 1853 году был командирован к ревизовавшему Витебскую губернию генерал-лейтенанту Д. Д. Ахлестышеву, а в 1858 году — в качестве старшего чиновника к сенатору М. П. Щербинину, обозревавшему ход дел в Витебской губернии; 11 ноября 1856 года был произведён в чин коллежского советника.
В 1859 году Н. И. Ягн был назначен для производства дел по ревизии Пензенской губернии сенатором С. В. Сафоновым. В том же году занял должность председателя Пермской гражданской палаты и оставался в ней до судебных преобразований, после которых был назначен членом Московской судебной палаты.
В Москве Николай Иванович Ягн прослужил до 1866 года, когда был назначен председателем Тульского окружного суда. Отличаясь деятельным характером и искренним стремлением приносить окружающим пользу, Ягн, помимо исполнения своих служебных обязанностей, принимал деятельное участие и в общественной жизни города Тулы. Вступив членом в существовавшие тогда в Туле благотворительные общества, он своей энергией принёс для них много пользы. Кроме того, по его инициативе и при его активном участии в Туле был организован приют для малолетних преступников. В течение своего десятилетнего пребывания в этом городе он много способствовал упорядочению городских и губернских дел.
В 1870 году Н. И. Ягн был пожалован двумя знаками отличия за введение в действие положений: 19 февраля 1861 года о крестьянах, вышедших из крепостной зависимости, и 26 июня 1863 года о крестьянах, водворенных на землях государевых; 30 октября 1869 года получил чин действительного статского советника.
Назначенный в 1876 году председателем Саратовской судебной палаты, Ягн прослужил там около трёх лет и 17 января 1879 года был произведён в тайные советники и назначен сенатором, присутствующим в Уголовном департаменте; с 1883 года он присутствовал в Гражданском кассационном департаменте.
Скончался 26 марта (7 апреля) 1892 года  от воспаления почек в Санкт-Петербурге. Похоронен на Сердобском кладбище.

## Награды
За время службы Н. И. Ягн был удостоен следующих наград:
- Орден Святого Станислава 2-й степени (1858)
- Орден Святой Анны 2-й степени (1863)
- Высочайшее благоволение (1864)
- Орден Святого Владимира 3-й степени (1866)
- Орден Святого Станислава 1-й степени (1875)
- Орден Святой Анны 1-й степени (1878)
- Орден Святого Владимира 2-й степени (1883)
- Орден Белого орла (1888)
- Знак отличия беспорочной службы за XL лет
- Медаль «В память войны 1853—1856»

## Комментарии
1. ↑  В Русском биографическом словаре приводится информация о награждении Н. И. Ягна орденом Святого Александра Невского с бриллиантовыми знаками, однако по другим источникам (списки по старшинству, списки кавалеров этого ордена, и др.) эта информация не подтверждается.